# Mikołaj Łapicki
Mikołaj Grzegorz Łapicki (ur. 16 września 1896 w Krakowie, zm. 20 sierpnia 1972 w Londynie) – pułkownik dyplomowany artylerii Wojska Polskiego i Polskich Sił Zbrojnych.

## Życiorys
W Krakowie studiował medycynę i działał w Związku Strzeleckim. W okresie od grudnia 1914 r. do lipca 1917 r. w Legionach Polskich w 2 baterii 1 pułku artylerii. 1 grudnia 1916 roku został mianowany chorążym sanitarnym. Po kryzysie przysięgowym wcielony do cesarskiej i królewskiej armii i wysłany na front włoski.
Od listopada 1918 r. do lipca 1919 r. pełnił służbę w 1 Krakowskim pułku artylerii polowej podczas walk w obronie Lwowa i w Małopolsce Wschodniej, jako oficer baterii. Od lipca 1919 do 1924 r. był instruktorem w Obozie Szkoleniowym Artylerii. 3 maja 1922 roku został zweryfikowany w stopniu kapitana ze starszeństwem z dniem 1 czerwca 1919 roku i 135. lokatą w korpusie oficerów artylerii, a jego oddziałem macierzystym był 1 pułk artylerii polowej Legionów. W latach 1924–1927 dowodził baterią i dywizjonem w 1 pułku artylerii polowej Legionów, a później w 16 pułku artylerii polowej. 31 marca 1924 roku został awansowany do stopnia majora ze starszeństwem z dniem 1 lipca 1923 roku i 49. lokatą w korpusie oficerów artylerii. 

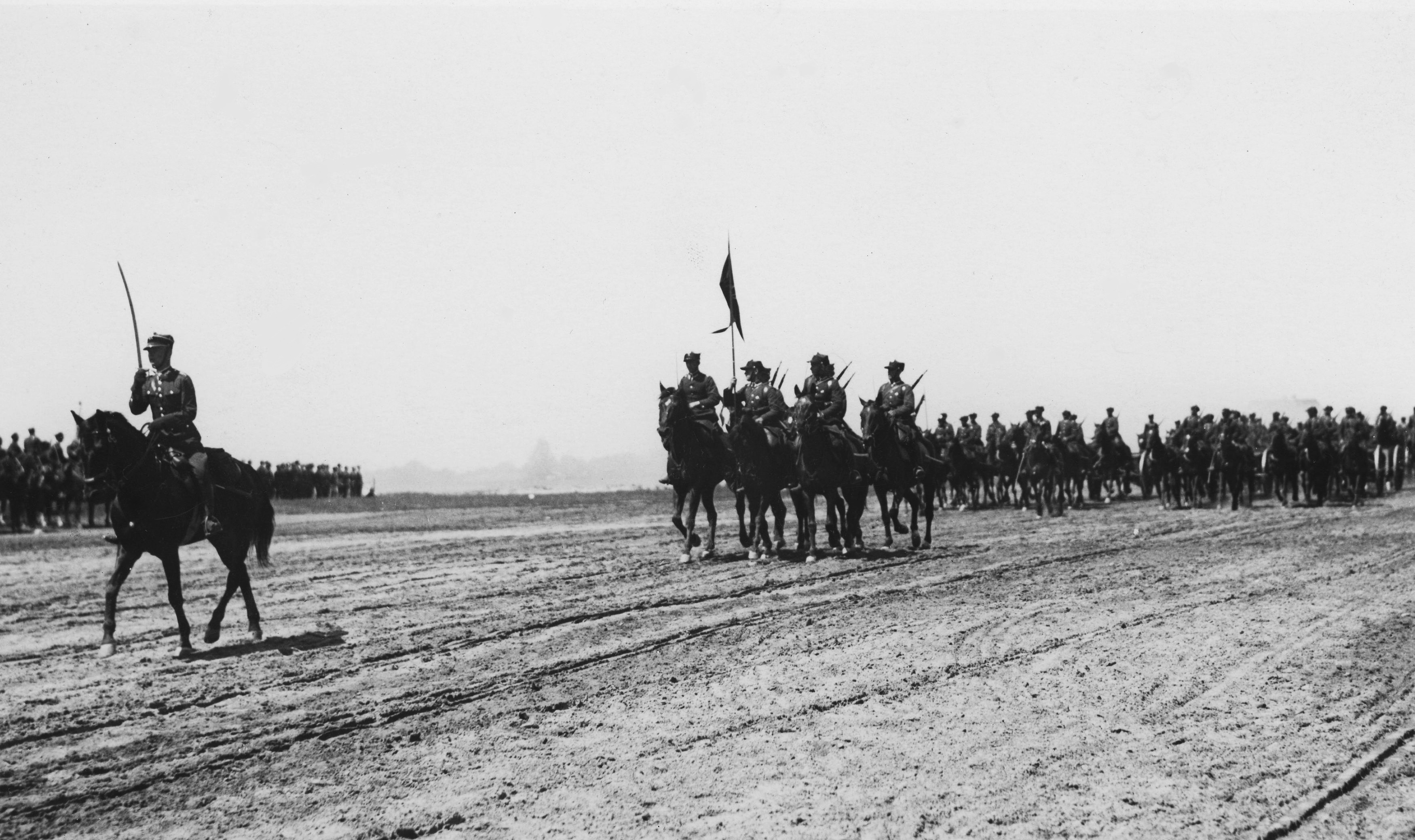
Defilada z okazji XV rocznicy powstania 7 dak – na czele d-ca płk. Mikołaj Łapicki; Poznań, czerwiec 1934

W latach 1927–1929 był słuchaczem Kursu Normalnego Wyższej Szkoły Wojennej w Warszawie. Po ukończeniu kursu i otrzymaniu dyplomu naukowego oficera dyplomowanego, przydzielony został do Wyższej Szkoły Wojennej na stanowisko asystenta. 2 grudnia 1930 roku został awansowany do stopnia podpułkownika ze starszeństwem z dniem 1 stycznia 1931 roku i 9. lokatą w korpusie oficerów artylerii. Później zajmował stanowisko kierownika katedry taktyki artylerii w W.S.Woj. W latach 1934–1935 dowodził 7 dywizjonem artylerii konnej w Poznaniu, a od 19 listopada 1935 roku 1 pułkiem artylerii lekkiej Legionów w Wilnie. Pułkownikiem został awansowany ze starszeństwem z dniem 19 marca 1937 roku i 6. lokatą w korpusie oficerów artylerii. W listopadzie 1938 roku został szefem sztabu Dowództwa Okręgu Korpusu Nr IX w Brześciu.
W kampanii wrześniowej 1939 roku był szefem sztabu Samodzielnej Grupy Operacyjnej „Polesie”. Po bitwie pod Kockiem w niewoli niemieckiej. Po uwolnieniu w dowództwie 5 Kresowej Dywizji Piechoty we Włoszech i po jego ewakuacji do Wielkiej Brytanii. Po demobilizacji osiadł w Londynie, gdzie zmarł.
Pośmiertnie został mianowany generałem brygady ze starszeństwem z dniem 3 maja 1972 roku w korpusie generałów.

## Ordery i odznaczenia
- Krzyż Kawalerski Orderu Wojennego Virtuti Militari
- Krzyż Srebrny Orderu Wojennego Virtuti Militari nr 13749[6]
- Krzyż Niepodległości (6 czerwca 1931)[7][8]
- Krzyż Oficerski Orderu Odrodzenia Polski
- Krzyż Walecznych (czterokrotnie, po raz pierwszy w 1922)[9]
- Złoty Krzyż Zasługi (19 marca 1937)[10]